# Sylvain Gouguenheim
Sylvain Gouguenheim (6 agosto 1960) è uno storico, scrittore e docente francese, specializzato in storia del Medioevo e in storia militare.

## Biografia
Consegue il dottorato presso l'Università Paris Ouest Nanterre La Défense sotto la guida di André Vauchez, con una tesi su Ildegarda di Bingen. In seguito è professore a contratto presso l'Università Pantheon-Sorbona ed è membro del Laboratoire de médiévistique occidentale de Paris. Insegna poi presso l'École normale supérieure de Fontenay-Saint-Cloud.
Gouguenheim si specializza nello studio degli ordini religiosi cavallereschi, in particolare l'Ordine Teutonico, sul quale pubblica diverse opere. Dal settembre 2010 fa parte della Internationale Historische Kommission zur Erforschung des Deutschen Ordens, che riunisce studiosi specializzati sull'Ordine Teutonico. 
Nei suoi saggi Gouguenheim polemizza contro la maggioranza degli storici del XX secolo, che accusa di falsificare la storia in base alle loro tesi laiciste e anticattoliche. In particolare, in Aristote au Mont-Saint-Michel egli nega che sia mai esistito un "periodo d'oro" in cui i musulmani presenti in Europa, per esempio nella Toledo del XII secolo, avrebbero difeso la ragione contro ogni fideismo superstizioso e avrebbero avviato un fruttuoso dialogo con la cristianità latina, che proprio dagli arabi avrebbe ricevuto i più importanti testi della filosofia greca, a partire dalle opere di Aristotele, allora ormai dimenticate. Lo storico Carlo Ginzburg ha criticato aspramente questo libro, assieme a un gruppo di studiosi che hanno firmato un manifesto di protesta, accusando Gouguenheim di fomentare lo scontro di civiltà; anche Jacques Le Goff ha considerato le tesi dell'autore "interessanti ma discutibili".

## Opere
- La Sibylle du Rhin: Hildegarde de Bingen, abbesse et prophétesse rhénane, Publications de la Sorbonne, Paris, 1996 ISBN 978-2859442972
- Les Fausses Terreurs de l'an mil: attente de la fin des temps ou approfondissement de la foi?, Picard, Paris, 1999 ISBN 978-2708405660
- Les Chevaliers teutoniques, Tallandier, Paris, 2007 ISBN 978-2286035266
- Aristote au Mont-Saint-Michel. Les racines grecques de l’Europe chrétienne., Éditions du Seuil, coll. «L'univers historique», Paris, 2008 ISBN 978-2020965415
  - edizione italiana: Aristotele contro Averroè. Come cristianesimo e Islam salvarono il pensiero greco, Rizzoli, 2009 ISBN 978-8817028288
- Regards sur le Moyen âge: 40 histoires médiévales, Tallandier, Paris, 2009
- La Réforme grégorienne. De la lutte pour le sacré à la sécularisation du monde, Temps Présent, Paris, 2010 ISBN 978-2916842042
- Tannenberg, 15 juillet 1410, Tallandier, 2012 ISBN 978-2847349726
- Frédéric II, un empereur de légendes, Perrin, 2015 ISBN 978-2262049829
- La gloire des Grecs, Cerf, 2017 ISBN 978-2204103367

### Opere collettive
- Jean-Patrice Boudet, Sylvain Gouguenheim, Catherine Vincent, L'Europe occidentale chrétienne au XIIIe siècle: études et documents commentés (con prefazione di Michel Parisse), SEDES, coll. «Regards sur l'histoire», serie «Histoire médiévale», Paris, 1995
- L'Allemagne au XIIIe siècle: de la Meuse à l'Oder (a cura di Michel Parisse; collaborazione di Sylvain Gouguenheim, Pierre Monnet e Joseph Morsel), Picard, Paris, 1994

### Direzioni editoriali
- Les Empires médiévaux, Perrin, Paris, 2019